# Inger Björkbom
Britt Inger Björkbom, född 6 november 1961 i Östersund i Jämtland, är en svensk före detta skidskytt som tävlade för Jämt Biathlon i Östersund.
Björkbom ingick i det framgångsrika svenska stafettlaget som tog medalj i tre raka skidskytte-VM under slutet av 1980-talet. Vid VM 1986 i Falun tog Björkbom tillsammans med Eva Korpela och Sabiene Karlsson silvermedaljen efter Sovjet. Vid VM 1987 i Lahtis tog Björkbom, Eva Korpela och Mia Stadig åter silver efter Sovjet och vid VM 1988 i Chamonix tog Björkbom, Korpela och Karlsson bronsmedaljen efter Sovjet och Norge. Individuellt har hon en fjärdeplats på 15 km från VM 1990 i Minsk som bäst.
Björkbom deltog även i de olympiska vinterspelen 1992 i Albertville, Frankrike, där hon tillsammans med det svenska stafettlaget placerade sig på 6:e plats. Hon åkte även de båda individuella grenarna med en tolfte plats som bäst.